# Дубенское (Нижегородская область)
Дубенское — село в Вадском районе Нижегородской области, административный центр Дубенского сельсовета. Население — 694 человека (2010 г.).

## География
Село Дубенское стоит на реке Кевса. Соседнее село Воронцово влилось в Дубенское и стало Воронцовской улицей.

## История
- По данным «Адрес-календаря Нижегородской Епархии» за 1904 год[4], в Дубенском были возведены два каменных храма. На месте старинной деревянной Введенской церкви села Дубенского в 1787 году был отстроен холодный трёхпрестольный каменный храм. Правый придел его был освящён в честь Нерукотворного образа Спаса, левый — в честь Казанской Божией Матери. Чуть раньше, в 1774 году, в селе была построена другая каменная тёплая церковь — в честь Иконы Божией Матери «Утоления печали». До наших дней дошли остатки одного храма — во имя Пресвятой Богородицы, который включили в «Государственные списки памятников истории и культуры Нижегородской области»

- Село Дубенское знаменито тем, что близ него в 1552 году во время последнего похода Ивана IV на Казань, русские войска останавливались на ночлег. Дубенский стан располагался на реке Кевсе, примерно на половине её течения. В «Памятниках церковных древностей» Архимандрит Макарий сообщает, что «в двух верстах от села Дубенское, близ озера, Иоанн IV в воспоминание своего похода поставил мраморный памятник в виде столба вышиной в два аршина, а шириной в верхнем конце в четыре вершка и при нём образ Введения во храм Пресвятой Богородицы. Находящееся близ сего места озеро, обратившееся ныне в болото, с тех пор носит название „Введенского куста“, а сама икона с памятником взяты в дубенскую деревянную церковь, устроенную вскоре после царского похода на Казань».

В середине XIX столетия образ Введения во храм Божией Матери, украшенный серебряной позолоченной ризой с жемчужными привесами и с камнями в венчиках, находился в иконостасе каменного Введенского храма. В нём же стоял и мраморный столб в виде подсвечника перед резным изображением Спасителя, сидящего в темнице. К верхней части столба была приделана медная высеребренная плоская чаша с шандалами для свеч.
С 1954 года иереем в селе служил Иван Евпосихович Постников, которому в 1904 году исполнился 71 год. Он являлся законоучителем и имел камилавку. Псаломщиком с 1840 года был М. И. Раевский, которому в 1888 году исполнилось 62 года. С 1903 года псаломщиком был К. Тишкевич, а церковным старостой с 1900 года — А. И. Гадалин.
В 1888 году приход насчитывал 426 православных мужчин и 478 женщин, в 1904 году, соответственно, 466 и 500. В селе имелась церковно-приходская школа, в которой в 1888 году обучалось 14 мальчиков и три девочки.
- По легенде, деревянный храм в честь Обновления храма Воскресения Христова в селе Воронцово (ныне Дубенское) был также построен в XVI веке в честь взятия Иваном Грозным Казани. Рядом с ним была возведена церковь во имя святых Безсребренников и чудотворцев Козмы и Дамиана. Обе эти церкви фигурируют в документах 1674 года, связанных с установлением дани. С разницей почти в сто лет обе они были отстроены в камне.

Первый холодный однопрестольный пятиглавый каменный храм был построен в Воронцове в 1698 году вместо Обновленской церкви. Примерно в это же время была возведена каменная шатровая колокольня. Второй трёхпрестольный Козмодемьянский — в 1789 году. Главный его престол, освящённый в честь святых безсребренников, был холодным, тёплые же приделы были освящены в честь святого Дмитрия Ростовского и святого Николая Чудотворца.

## Население
| 1999 | 2002 | 2010 |
| ---- | ---- | ---- |
| 769  | ↘705 | ↘694 |

## Инфраструктура
- В селе находится сельхозпредприятие СПК «Дубенский».
- Село газифицировано, асфальтировано, есть водопровод и вышка сотовой связи.
- Имеется школа, детский сад, Дом культуры.

## Транспорт
Автобусное сообщение с райцентром.